# Mourouno
Der Mourouno war eine Gewichtsmasseneinheit für Gold  und Silber in Mosambik. Neben der Mourouno mit 3 Outavas gab es noch den Dogado mit 6 Outavas und ein Chivingoue/Matical mit 1,5 Outavas. Der Dogado hatte folglich 2 Mourounos jeder mit 4 Chivingoues/Matical.
- 1 Mourouno = 3 Outavas = 10,758 Gramm

Eine Maßkette war
- 1 Inhamousira = 1 1/72 Dogado = 2 1/16 Mourouno = 4 1/18 Chinivingoue = 6 1/12 Outavas etwa 21,814453 kg[2]